# Вільчкув (Поддембицький повіт)
Вільчкув (пол. Wilczków) — село в Польщі, у гміні Поддембиці Поддембицького повіту Лодзинського воєводства.
Населення — 98 осіб (2011).
У 1975-1998 роках село належало до Серадзького воєводства.

## Демографія
Демографічна структура станом на 31 березня 2011 року:
|          | Загалом | Допрацездатний вік | Працездатний вік | Постпрацездатний вік |
| -------- | ------- | ------------------ | ---------------- | -------------------- |
| Чоловіки | 47      | 6                  | 34               | 7                    |
| Жінки    | 51      | 10                 | 21               | 20                   |
| Разом    | 98      | 16                 | 55               | 27                   |